# 多田年礼
多田年礼（ただ としひろ）は、日本の漫画編集者。福岡県出身。

## 人物
『コンプティーク』副編集長を経て、同誌の編集長を務める。角川書店メディア局第二雑誌編集部部長。
.hackシリーズの新作発表など、ゲーム関連のイベントにも登場。また、2008年にはヒット作『らき☆すた』にちなみ、埼玉県北葛飾郡の鷲宮町（現・久喜市）から特別住民票を授与された。